# Dyschirus globulosus
Dyschirus globulosus är en skalbaggsart som beskrevs av Thomas Say 1825. Dyschirus globulosus ingår i släktet Dyschirus och familjen jordlöpare. Inga underarter finns listade i Catalogue of Life.